# Histon-Acetyltransferase KAT7
Die Histon-Acetyltransferase KAT7 ist ein Enzym, das beim Menschen durch das KAT7-Gen kodiert wird. Sie acetyliert spezifisch H4-Histone am Lysin-12-Rest (H4K12) und ist für die DNA-Reparatur und die DNA-Replikation erforderlich. KAT7 assoziiert mit den Replikationsursprüngen während der G1-Phase des Zellzyklus, indem es einen Komplex mit dem DNA-Replikationsfaktor CDT1 bildet. Es wird angenommen, dass Geminin die Acetyltransferase-Aktivität von KAT7 hemmt, wenn KAT7 und CDT1 zusammen einen Komplex bilden.